# Xã Berlin, Quận St. Clair, Michigan
Xã Berlin (tiếng Anh: Berlin Township) là một xã thuộc quận St. Clair, tiểu bang Michigan, Hoa Kỳ. Năm 2010, dân số của xã này là 3.285 người.